# Федеральный научный центр исследований и разработки иммунобиологических препаратов имени М. П. Чумакова РАН
Федеральное государственное автономное научное учреждение «Федеральный научный центр исследований и разработки иммунобиологических препаратов им. М. П. Чумакова РАН» (Институт полиомиелита) — научно-производственный комплекс, выпускающий медицинскую продукцию для профилактики, диагностики и лечения вирусных заболеваний. В состав предприятия входят 43 структурных подразделения, оборудованных в соответствии с международным стандартом GMP, общий штат составляет более 500 человек.

## История
Предприятие основано в 1957 году на базе Института полиомиелита и вирусных энцефалитов имени М. П. Чумакова РАМН с целью разработки технологии производства вакцины против полиомиелита и обеспечения этим препаратом массовой вакцинации населения СССР и других стран. Основатель и первый директор предприятия — Михаил Петрович Чумаков.

## Продукция
Предприятие является единственным российским производителем живых вакцин против полиомиелита и единственным российским поставщиком ВОЗ и UNICEF.
С середины 1990-х годов «ПИПВЭ им. М. П. Чумакова» ведёт разработку препаратов для лечения геморрагической лихорадки с почечным синдромом. Разработанная институтом вакцина на основе субстрата мозговой ткани сирийских хомяков показала сравнительную эффективность при лечении вирусов Puumala и Hantaan. Тем не менее, результаты действия мозговых вакцин по сравнению с культурными были признаны неудовлетворительными по современным требованиям к лекарствам, вводимым людям, после чего исследования были прекращены. Также институтом была разработана аэрозольная ДНК-вакцина против ГЛПС, однако была показана низкая иммуногенность препарата.
Продукция предприятия распространяется для профилактики полиомиелита в странах Европы, Африки и Юго-Восточной Азии. Вакцины, произведенные на предприятии, использовались в программе ликвидации полиомиелита в США.
В 2014 году предприятие поставило в страны СНГ более 1,3 млн доз полиовакцины. Из них 20 тысяч доз было поставлено в Узбекистан, 25 тысяч — в Азербайджан, 384 тысячи — в Белоруссию, и более 434 тысяч — в Казахстан.
С 2005 года ФГУП «ПИПВЭ им. М. П. Чумакова» является официальным российским поставщиком вакцин против жёлтой лихорадки. Вакцина, производимая на предприятии, также получила одобрение ООН. На экспорт по линии ЮНИСЕФ в 11 стран Африки и Азии в 2013 году было поставлено 8 116 900 доз, а в 2014 году — более 14 миллионов доз вакцины. В настоящее время 40 % мировых поставок вакцины против жёлтой лихорадки осуществляет ПИПВЭ им. М. П. Чумакова.
По данным 2012 года, ФГУП «ПИПВЭ им. М. П. Чумакова» является лидером среди российских фармацевтических предприятий в коммерческом секторе производства вакцин, с долей на рынке более 10 %. Препараты предприятия занимают до 80 % российского рынка в своих сегментах. В 2014 году объём поставок пероральной вакцины против полиомиелита для собственных нужд России составил более 11,3 млн доз .
Предприятие совместно с Институтом полиомиелита и вирусных энцефалитов им. М. П. Чумакова занимается разработкой первой в России инактивированной вакцины (ИПВ). Согласно распоряжению Правительства Российской Федерации, инактивированная полиомиелитная вакцина является стратегически значимым лекарственным средством, производство которого должно находиться на территории России. В феврале 2015 года предприятие разработало первые образцы вакцины. Начало использования отечественной ИПВ для вакцинации населения запланировано на 2017 год.
В рамках программы импортозамещения предприятие выпускает первую в России вакцину для профилактики клещевого энцефалита «Клещ-Э-Вак», предназначенную для детей от 1 года до 16 лет и защищающую от всех известных в настоящее время субтипов вируса.
ФГУП «ПИПВЭ им. М. П. Чумакова» разработал вакцину от COVID-19 КовиВак, получившую в феврале 2021 года государственную регистрацию. Вакцина создана на основе инактивированного («убитого») вируса SARS-CoV-2.
В апреле 2021 г. начались ее поставки в регионы России. В июне 2021 г. у граждан появилась возможность ею привиться. В сентябре 2021 г. центр начал активно работать над совершенствованием вакцины в части ее способности защищать не только от классического штамма COVID-19, но и от широкого спектра его новых мутаций. Тогда же ввиду высокой популярности среди россиян «КовиВака» встал вопрос о необходимости масштабировать его производство. Центр им. Чумакова был вынужден временно приостановить производство сырья и взялся за перезагрузку производственных мощностей. Новое оборудование призвано было увеличить объемы производимой продукции в 2-2,5 раза. 

## Развитие
В июле 2017 года были одобрены планы по строительству трёх новых зданий общей площадью около 82,4 тысяч квадратных метров, которые предназначены для размещения научных лабораторий, фармацевтического производства, склада и гаража.

## Руководство
Директор предприятия — Ишмухаметов Айдар Айратович.